# أنتونيا زيجرز
أنتونيا زيجرز (بالإسبانية: Antonia Zegers)‏ هي ممثلة تشيلية، ولدت في 29 يوليو 1972 بسانتياغو في تشيلي.

## أعمال

### أفلام
- (2012) لا[2]
- (2017) امرأة رائعة

## وصلات خارجية
- أنتونيا زيجرز على موقع IMDb (الإنجليزية)
- أنتونيا زيجرز على موقع قاعدة بيانات الأفلام العربية
- أنتونيا زيجرز على موقع ألو سيني (الفرنسية)
- أنتونيا زيجرز على موقع أول موفي (الإنجليزية)
- أنتونيا زيجرز على موقع قاعدة بيانات الأفلام السويدية (السويدية)
- أنتونيا زيجرز على موقع قاعدة بيانات الفيلم (الإنجليزية)
- أنتونيا زيجرز على موقع كينوبويسك (الروسية)